# Gare centrale de Hambourg
À ne pas confondre avec la gare de Hambourg, à Berlin.
La gare centrale de Hambourg (en allemand : Hamburg Hauptbahnhof) est une gare ferroviaire allemande, située au centre de la ville de Hambourg.
Avec 175 millions de voyageurs par an (à la fin des années 2010), c'est la gare ayant le trafic voyageurs le plus élevé en Allemagne ; elle est également la troisième gare la plus fréquentée d'Europe (après les gares parisiennes du Nord et de Châtelet - Les Halles). C'est la plus importante gare du réseau de grandes lignes de la Deutsche Bahn (DB), et l'une des quatre gares ICE à Hambourg (avec celles d'Altona, de Harbourg et de Dammtor).
Elle est en correspondance avec plusieurs lignes de transports urbains, au sein même de la gare (U-Bahn et S-Bahn), mais aussi à sa sortie (bus).

## Situation ferroviaire

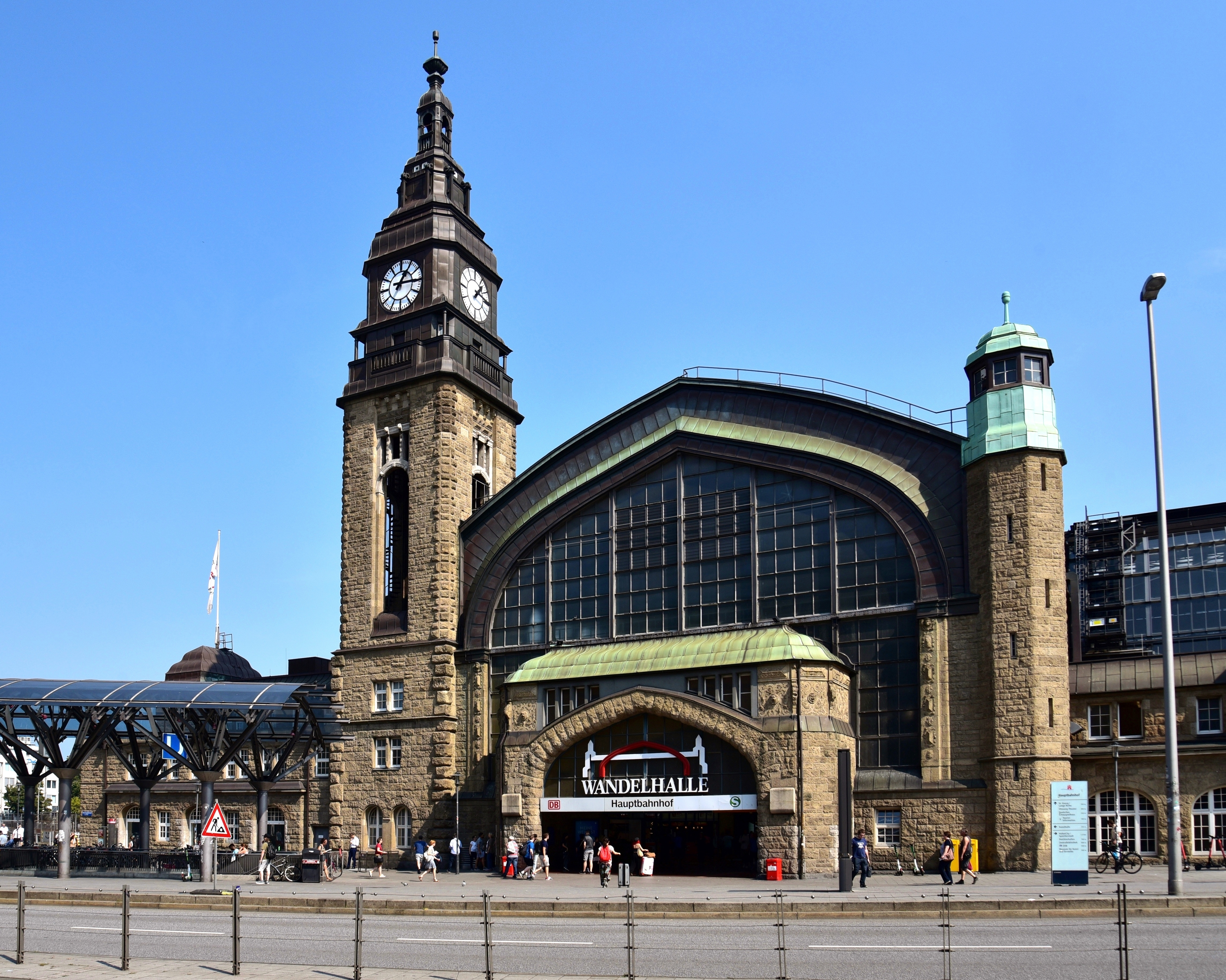
Vue du bâtiment voyageurs.

## Service des voyageurs

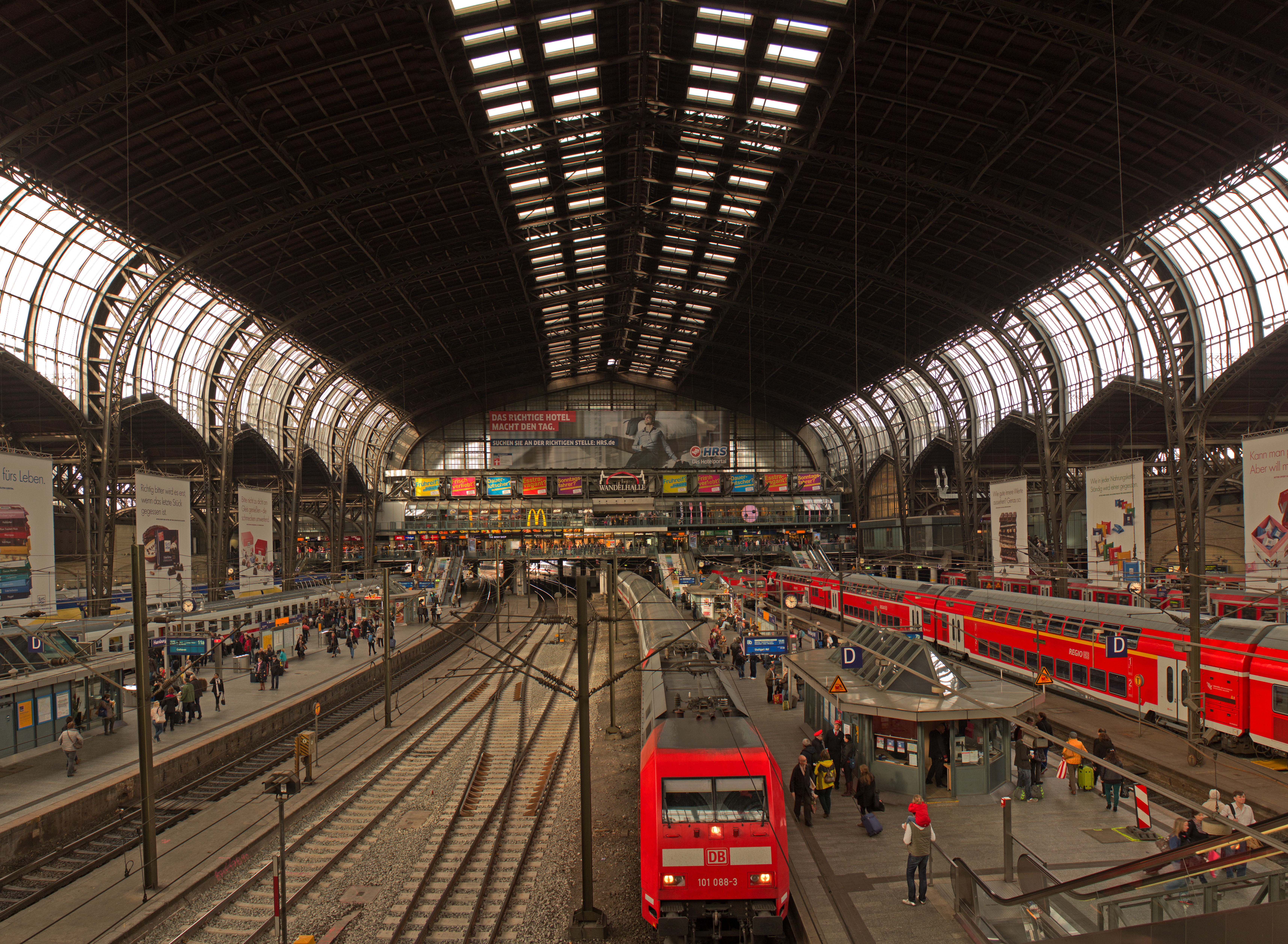
Voies et quais, sous la halle métallique.